# ژاندارمری ایران
ژاندارمری ایران یکی از نهادهای انتظامی و نظامی ایران بود که از دوره قاجار تا جمهوری اسلامی فعالیت داشت. ژاندارمری سوئدی و نیز ژاندارمری دولتی ایران و به اختصار ژاندارمری نام یک نیروی نظامی از نوع ژاندارمری بود که در سال ۱۲۸۸ (۱۹۱۰ میلادی) در ایران تشکیل شد. این سازمان نظامی به درخواست دولت ایران از دولت سوئد به دست سوئدی‌ها به وجود آمد. ژاندارمری مسئول امنیت راه‌ها و اماکن بیرون شهری بود. این نیرو به تصویب مجلس شورای اسلامی و تأیید سیدعلی خامنه‌ای در ابتدای دهه هفتاد با شهربانی و کمیته انقلاب اسلامی ادغام و نیروی انتظامی جمهوری اسلامی ایران جایگزین آن شد.

## ژاندارمری خزانه و ژاندارمری دولتی ایران
مورگان شوستر آمریکایی که پس از استبداد صغیر جهت سر و سامان دادن به خزانه و امور مالی به استخدام دولت ایران درآمده بود، برای وصول مطالبات دولت از ملاکین و اعیان مبادرت به تشکیل یک سازمان نظامی اجرائی به نام ژاندارمری خزانه نمود. 
پس از قضیه اولتیماتوم روسیه و اخراج شوستر، ژاندارمری خزانه هم منحل شد. همزمان وزیر داخله وقت ایران، قوام السلطنه با هدف برقراری امنیت در جاده‌های ایران متوجه کشور سوئد گردید و هیأتی از افسران سوئدی را به استخدام درآورد تا یک ژاندارمری دولتی تشکیل دهد. در سال ۱۲۹۰ شمسی سه افسر سوئدی به ریاست کاپیتان هارالد یالمارسنبه ایران آمدند و به تأسیس ژاندارمری همت گماشتند.
زیربنای ژاندارمری دولتی همان ژاندارمری خزانه بود بانضمام عده ای از افسران قزاقخانه که به ژاندارمری انتقال یافتند.

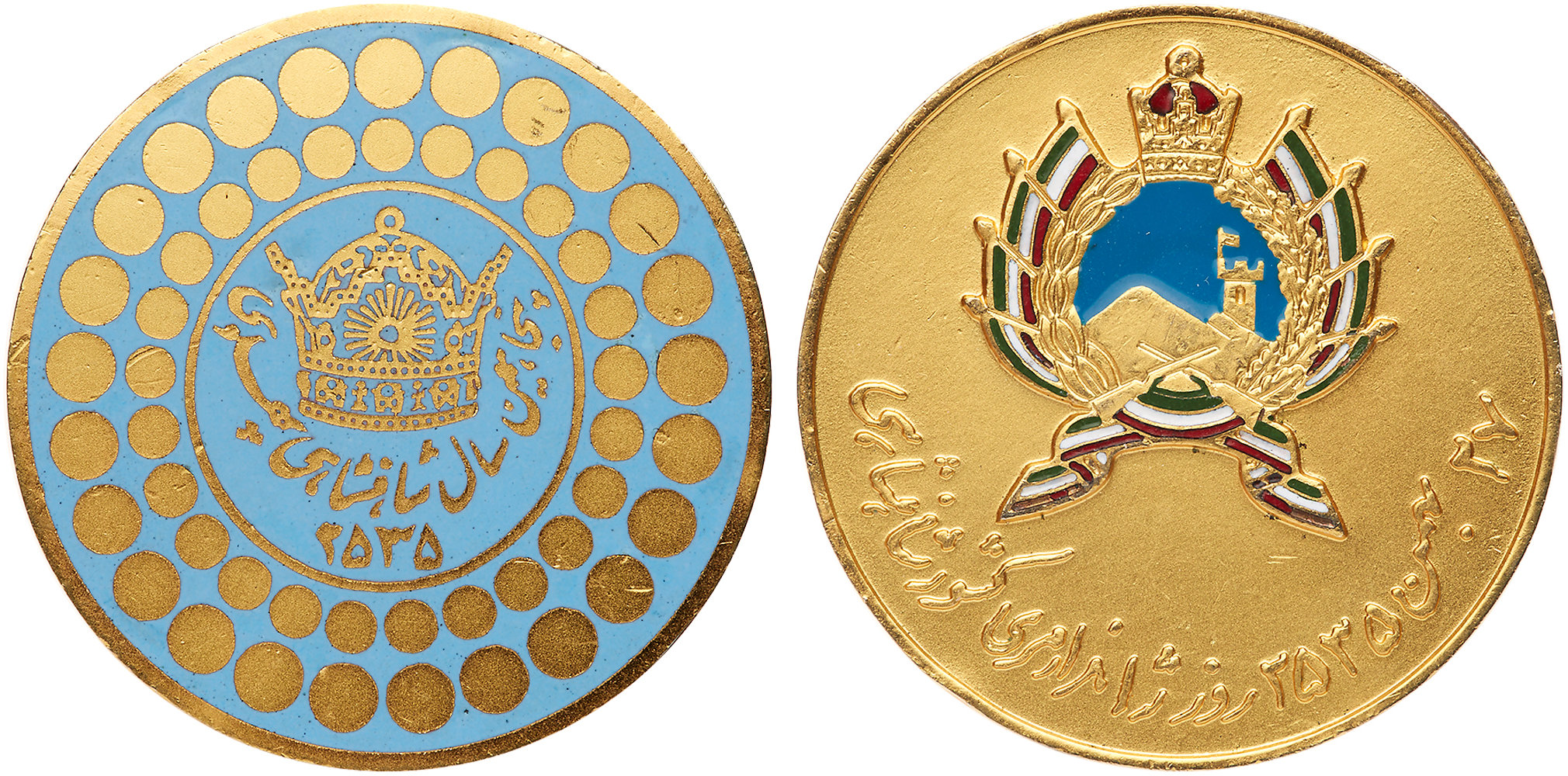
نشان یادبود ژاندارمری بمناسبت پنجاهمین سال شاهنشاهی پهلوی

## سازمان ژاندارمری پیش از جنگ جهانی اول
مقارن با زمستان سال ۱۲۹۱ ژاندارمری دولتی ایران ۲۱ افسر سوئدی و ۳۰۰۰ افسر، درجه‌دار و نیروی ایرانی در اختیار داشت. ظرف مدت یکسال تعداد افسرانی سوئدی به ۳۶ نفر رسید و نیروهای ایرانی نیز دو برابر شدند.
حمایت مالی و سیاسی دولت انگلستان نقش زیادی در توسعه و پیشرفت ژاندارمری به خصوص در مناطق جنوبی کشور داشت. مع‌الوصف ژاندارمری تا قبل از انقلاب اکتبر نتوانست در مناطق تحت نفوذ روسیه (رشت، مشهد و تبریز) حضور چندانی داشته باشد.
افسران ایرانی ژاندارمری دولتی غیر از افسران ژاندارمری خزانه از بعضی افسران قزاقخانه، افسران ایرانی تحصیلکرده در مدارس نظامی اروپا و عثمانی و فارغ‌التحصیلان مدرسه افسری ژاندارمری تأمین می‌شدند. افسران ژاندارمری معمولاً منتسب به طبقات بالای جامعه بودند، اغلب به زبان‌های خارجی (علی‌الخصوص فرانسه) تسلط داشتند و از مقبولیت خوبی در جامعه برخوردار بودند.

## جنگ جهانی اول
با شروع جنگ جهانی اول دولت ایران بی‌طرفی خود را اعلام کرد. تعداد زیادی از افسران سوئدی به ارتش سوئد فراخوانده شدند، مناصب خالی شده توسط افسران جایگزین ایرانی پر شد و این باعث تقویت جایگاه ایرانیان در ژاندارمری گردید.
از سوی دیگر با قطع کمک‌های دولت انگلستان، ژاندارمری برای جلب حمایت مالی به دیگر قدرت‌ها همچون آلمان متوسل شد. دیری بود که ملی‌گرایان ایرانی به دنبال قدرت ثالثی بودند که بتوانند آن را برای حفظ توازن قوا در برابر روسیه و انگلستان علم کنند. با شروع جنگ جهانی، این امید قوت گرفت که آلمان شاید بتواند این نقش را بازی کند. 
ژاندارمری به عنوان تجلی نظامی ملی‌گرایی ایرانی نیز در این راستا با ملییون و دمکرات‌ها همراه بود. مقارن سال ۱۲۹۴ پس از نزدیک شدن قوای روس به تهران (برای تحت فشار قرار دادن دولت ایران) عده‌ای از مقامات دمکرات و ملی (مهاجرین) به قم رفته و دولت موقت را آنجا تشکیل دادند. افسران ژاندارمری هسته اصلی کمیته دفاع ملی در قم را تشکیل می‌دادند. 
پس از تشکیل دولت موقت ملی در کرمانشاه، ژاندارمری ستون فقرات قوای نظامی آن شد. قوای روسیه بالاخره تا سال ۱۲۹۵ توانست کرمانشاه را گرفته و حکومت دفاع ملی را از بین ببرند. 
شیراز، تنها منطقه ای که هنوز در تصرف قوای ژاندارم ملی بود، نیز در ۱۲۹۵ به دست ابراهیم‌خان قوام الملک شیرازی رئیس ایلات خمسه سقوط کرد. به این ترتیب برخی از اعضای ژاندارمری به عثمانی و برخی دیگر همچون محمدتقی پسیان و حبیب‌الله شیبانی به آلمان و اتریش پناهنده شدند.
ژاندارمری اما کاملاً از بین نرفت، حتی در اوج درگیری‌ها عده از قوای ژاندارم، عمدتاً در تهران، به شاه وفادار ماندند. در سال ۱۲۹۷ که میرزا حسن‌خان وثوق‌الدوله به صدارت رسید، سعی کرد قوای ژاندارمری را از نو احیاء کند.

## سازمان ژاندارمری مقارن با سال ۱۲۹۹ خورشیدی
در پایان سال ۱۲۹۹ مجموع نفرات و افسران ژاندارمری در حدود یازده هزار نفر بود: افسر سوئدی سه نفر، افسر ایرانی ۳۱۹ نفر، پزشک ۳۱ نفر، مباشر ۲۴ نفر، افسریار (آسپیران) ۳۳۹ نفر، درجه‌دار ۱۱۲۴ نفر، سرجوخه ۴۶۱ نفر، ژاندارم، شیپورچی، پرستار، مهتر و نعلبند ۸۷۶۲ نفر، غیرنظامی (برای خدمات ستادی و مالی) ۳۸۰ نفر. در ضمن ۳۰۹۳ رأس دواب اعم از اسب، قاطر و الاغ در تملک ژاندارمری بودند. حقوق پرداختی به افسران و درجه داران به شرح زیر بود: فرمانده سوئدی (ژنرال گلروپ) ۳۰۰۰ قران، سایر صاحب منصبان سوئدی ۱۵۰۰ قران، نایب سرهنگ ۱۵۰۰ قران، یاور ۱۲۰۰ قران، سلطان اول ۹۰۰ قران، سلطان دوم ۶۵۰ قران، نایب اول ۵۰۰ قران، نایب دوم ۴۰۰ قران، آسپیران اول ۳۲۰ قران، آسپیران دوم ۲۵۰ قران، آسپیران سوم ۲۲۰ قران، وکیل اول ۱۲۰ قران، وکیل دوم ۱۰۰ قران، وکیل سوم ۸۰ قران، سرجوخه ۶۰ قران، تابین اول ۶۰ قران، تابین دوم ۵۰ قران، تابین سوم ۱۵ قران. افسران سوئدی علاوه بر حقوق معینه، کرایه منزل، مستخدم، سوخت و روشنائی و اسب دریافت می‌داشتند. کلیه نفرات روزانه ۱۶ سیر گندم و یک قران بابت جیره دریافت می‌داشتند. واحدهای نظامی ژاندارمری به طریق زیر در تهران و شهرها مستقر بودند:
1. فوج شماره یک تهران مستقر در یوسف آباد به فرماندهی سرهنگ عزیرالله ضرغامی
2. فوج شماره دو تهران مستقر در باغشاه به فرماندهی یاور عبدالعلی اعتمادمقدم
3. فوج خراسان مستقر در مشهد به فرماندهی سرهنگ محمدتقی پسیان
4. فوج اصفهان مستقر در شهر اصفهان به فرماندهی سرهنگ فضل‌الله میرسپاسی
5. فوج آذربایجان مستقر در تبریز به فرماندهی یاور حسن خان ملک‌زاده هیربد
6. گردان مستقل قم به فرماندهی یاور درگاهی
7. گردان مستقل اراک و ملایر به فرماندهی یاور مهدیقلی تاجبخش
8. گردان مستقل سمنان به فرماندهی یاور فتحعلی توپچی (ثقفی)
9. گردان مستقل مازندران به فرماندهی یاور فرج‌الله آق‌اولی
10. گردان مستقل استرآباد به فرماندهی یاور حبیب‌الله خان
11. گردان مستقل کردستان به فرماندهی یاور اکبرمیرزا قهرمانی
12. گردان مستقل کرمانشاه به فرماندهی یاور عبدالله خان شرابی

۱۳- گردان مستقل گیلان به فرماندهی نایب سرهنگ فضلعلی خان
قسمت عمده قوای ژاندارمری تفنگ‌های انگلیسی داشتند، تعدادی نیز تفنگ و موزر آلمانی وجود داشت. در مجموع ۹ توپ و ۱۵ مسلسل در اختیار ژاندارمری بود.

## ژاندارمری پس از تشکیل قشون متحدالشکل

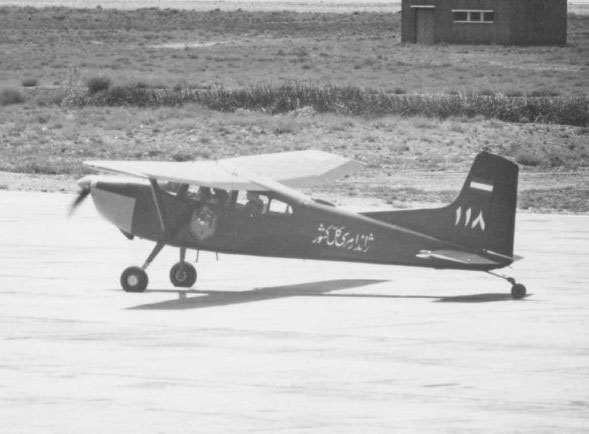
یکی از ۱۲ فروند سسنا ۱۷۵ تحویل شده به ژاندارمری پادشاهی ایران در حال بلندشدن از باند فرودگاه قلعه‌مرغی

پس از کودتای ۱۲۹۹، سردار سپه (وزیر جنگ) که فرماندهی بریگاد قزاق را نیز عهده‌دار بود در صدد تشکیل قشون متحدالشکل برآمد و بالاخره قوام السلطنه، صدراعظم، را راضی کرد. در نهایت در روز ۱۴ جدی ۱۳۰۰ فرمان تشکیل قشون متحدالشکل صادر شد که از ادغام دو نیروی قزاق و ژاندارمری دولتی به وجود آمد. متعاقباً به موجب حکم قشونی ۲۲ بهمن ۱۳۰۰ اداره امنیه کل مملکتی در تحت اوامر وزارت جنگ و به ریاست علی آقاخان سردار رفعت تشکیل شد. این اداره جدیدالتأسیس در ساختمان شمس‌العماره که محل سابق ژاندارمری بود مستقر شد و افراد آن در سربازخانه محمدیه استقرار یافتند.
اداره مرکزی شامل سه اداره بود: اداره کابینه، اداره محاسبات، اداره مباشرت و از نظر انتظامی نیز پنج ناحیه در نظر گرفته شد: ۱- امنیه مرکز ۲- آمینه شرق ۳- امنیه غرب ۴- امنیه جنوب ۵- امنیه شمال غرب

در اواخر سال ۱۳۰۳ وزیر جنگ، امیرلشکر امیراحمدی را به ریاست اداره امنیه برگزید. تحت نظر امراحمدی، سازمان جدید امنیه به شش ناحیه تقسیم گردید:
1. ناحیه مرکز تحت ریاست نایب سرهنگ علی اکبر احمدی
2. ناحیه شمال غرب به مرکزیت تبریز تحت ریاست آقای سرهنگ رضاخان نوری
3. ناحیه غرب به مرکزیت همدان تحت ریاست نایب سرهنگ اکبرمیرزا قهرمانی
4. نایحه جنوب به مرکزیت شیراز تحت ریاست نایب سرهنگ سیدابوتراب شفیعی
5. ناحیه جنوب شرقی به مرکزیت کرمان تحت ریاست نایب سرهنگ ملک‌زاده

۶- ناحیه شرق تحت ریاست سرهنگ عبدالعلی اعتمادمقدم

امنیه علاوه بر محافظت خطوط ارتباطی کشور با وزارتخانه‌های عدلیه و مالیه، جهت وصول مالیتهای جاریه و معوقه، نیز همکاری نزدیک داشت. اداره امنیه در روستاها به عنوان ضابط عدلیه پرونده‌های مقدماتی شاکیان یا جرایم جنحه را با جمع‌آوری ادله برای رسیدگی نهائی به محاکم ذی‌ربط ارجاع می‌نمود. در این دوره برای اداره امنیه، دولت پارک امین الملک واقع در خیابان مولوی روبروی مدرسه و مسجد مشیرالسلطنه را خریداری و پس از انجام تعمیرات و ایجاد بناهای جدید مورد استفاده قرار داد. در سال ۱۳۰۸ سرتیپ فضل‌الله زاهدی رئیس اداره امنیه مملکتی شد. چون زاهدی در دفع شورش عشایر فارس ناکام ماند، خلع درجه شد و سرتیپ مرتضی خان یزدان‌پناه با حفظ سمت ریاست تفتیش قشون اداره امنیه را سرپرستی می‌نمود. در ۱۳۰۹ سرتیپ عزیزالله ضرغامی به ریاست کل امنیه منصوب شد. پس از وی به ترتیب سرهنگ غلامعلی زند و سرتیپ عبدالمجید فیروز رئیس امنیه شدند. در ۱۳۱۶ کفالت اداره امنیه به سرهنگ محمود خسروپناه محول شد. در ۱۳۱۸ اداره امنیه منحل و واحدهای آن در لشکرها ادغام شدند.

## فرماندهان

### دوران قاجار
- ژنرال هارالد اُسیان یالمارسون (Harald Ossian Hjalmarson) ‫(۱۲۹۰–۱۲۹۴)‬
- کلنل پر لودویگ نیستروم (Per Ludvig Nyström) ‫(۱۲۹۴–۱۲۹۵)
- ماژور گوستاو اِدوال (Gustav Edwall) ‫(۱۲۹۵–۱۲۹۷)‬
- کلنل تاگه فردریک گلیروپ (Tage Fredrik Gleerup)[یادداشت ۱] ‫(۱۲۹۷–۱۳۰۰)

ژاندارمری «ادارهٔ امنیهٔ کل مملکتی» نامیده شد.
- سردار رفعت (امیرلشکر علی نقدی)[۱۴] (۱۳۰۰–۱۳۰۴)

### دوران رضاشاه
- سرلشکر احمد امیراحمدی (فروردین ۱۳۰۴ – اردیبهشت ۱۳۰۸)
  - سرتیپ علی توفیقی (کفیل) (۱۵ تیر ۱۳۰۵ – ۲۹ مهر ۱۳۰۵)
- سرتیپ فضل‌الله زاهدی (اردیبهشت ۱۳۰۸ – اواخر خرداد ۱۳۰۸)
- سرتیپ مرتضی یزدان‌پناه (اواخر خرداد ۱۳۰۸ – ۲۵ فروردین ۱۳۰۹)
- سرتیپ عزیزالله ضرغامی (۲۵ فروردین ۱۳۰۹ – ۱۵ مرداد ۱۳۱۳)
- سرهنگ غلامعلی زند (۱۸ مرداد ۱۳۱۳ – دی ۱۳۱۵)
- سرتیپ عبدالمجید فیروز (دی ۱۳۱۵ – ۲۹ آذر ۱۳۱۶)
- سرهنگ محمود خسروپناه (۲۹ آذر ۱۳۱۶ – ۱ فروردین ۱۳۱۸)

از ۱ فروردین ۱۳۱۸ امنیه در ارتش ادغام شد.

### دوران محمدرضاشاه
- سرتیپ فضل‌الله زاهدی (۲ مهر ۱۳۲۰ – ۲۶ آذر ۱۳۲۰)
- سرتیپ فرج‌الله آق‌اولی (بعداً سرلشکر شد)(۲۶ آذر ۱۳۲۰ – ۱۰ آذر ۱۳۲۲)
- سرتیپ حسینقلی سطوتی (۱۰ آذر ۱۳۲۲ – ۱۳ خرداد ۱۳۲۳)
- سرلشکر محمود خسروپناه
- سرتیپ محمدحسین جهانبانی
- احمد قوام (۲۷ بهمن ۱۳۲۴–۲۶ اسفند ۱۳۲۵)
- سرلشکر محمود خسروپناه
- سرلشکر محمدصادق کوپال (۲۶ دی ماه ۱۳۲۶ – ۱۴ تیر ۱۳۲۹)
- سرتیپ علیقلی گلپیرا
- سرتیپ مهدیقلی علوی مقدم
- سرلشکر احمد وثوق
- سرلشکر محمدصادق کوپال ۲۹ تیرماه ۱۳۳۱
- سرلشکر محمدعلی علوی مقدم
- سرتیپ محمود امینی
- سرلشکر علیقلی گلپیرا
- سپهبد سید محمدصادق امیرعزیزی
- سپهبد مظفر مالک
- سرلشکر غلامعلی اویسی
- سپهبد محمدحسین ضرغام
- سپهبد محمد معزی
- سپهبد فریدون فرخ‌نیا
- ارتشبد عباس قره‌باغی
- سپهبد احمدعلی محققی

### پس از انقلاب
- سپهبد احمدعلی محققی (سرپرست) از ۲۳ بهمن ۱۳۵۷ تا ۲۵ بهمن ۱۳۵۷
- سرتیپ عزت‌الله ممتاز از ۲۵ بهمن ۱۳۵۷ تا ۱۵ اردیبهشت ۱۳۵۸
- سرتیپ الیاس دانشور از ۱۵ اردیبهشت ۱۳۵۸ تا ۲۶ اسفند ماه ۱۳۵۸
- سرتیپ قاسمعلی ظهیرنژاد از ۲۶ اسفند ۱۳۵۸ تا ۲۹ خرداد ۱۳۵۹
- سرهنگ حسنعلی فروزان از خرداد ۱۳۵۹ تا خرداد ۱۳۶۰
- سرهنگ منوچهر نجفدری (سرپرست در خرداد سال ۱۳۶۰ تا اسفند ۱۳۶۰)
- سرهنگ علی کوچک‌زاده از ۱ اسفند ۱۳۶۰ تا؟
- سرهنگ سینا (سرپرست)
- سرهنگ فلاحی (سرپرست)
- سرهنگ رفیعی بصیری (سرپرست)
- سرهنگ محمد سهرابی از ۲۰ بهمن ۱۳۶۳ تا ۱۲ فروردین ۱۳۷۰

## یادداشت
1. ↑  دیگر سوئدی‌هایی که در این دوره در ژاندارمری ایران خدمت می‌کردند از این قرار بودند:
  - اریک کارلبرگ (Eric Carlberg)
  - پر گلیمستت (Per Glimstedt)
  - مارتین اکستروم (Martin Ekström)
  - بوریس مولر (Boris Möller)
  - کارل پترسن (Carl Petersén)
  - آندرس آندن (Anders Andén)